# Episodi de L'incredibile Hulk (serie animata 1996) (seconda stagione)
La seconda stagione de L'incredibile Hulk è andata in onda negli Stati Uniti nel 1997 su UPN ed è composta da 8 episodi. In Italia è stata trasmessa su Italia 1.
In inglese la stagione è nota col titolo The Incredible Hulk and She-Hulk (letteralmente L'incredibile Hulk e She-Hulk), in quanto, diversamente dagli episodi precedenti, qui She-Hulk riveste il ruolo di coprotagonista.
| Nº st. | Nº tot. | Titolo                     | Titolo originale          | Prima TV Stati Uniti |
| ------ | ------- | -------------------------- | ------------------------- | -------------------- |
| 1      | 14      | Un Hulk di colore diverso  | Hulk of a Different Color | 21 settembre 1997    |
| 2      | 15      | Il vicolo della memoria    | Down Memory Lane          | 28 settembre 1997    |
| 3      | 16      | Il Dottor Strange          | Mind Over Anti-Matter     | 5 ottobre 1997       |
| 4      | 17      | Poteri ipnotici            | They Call Me Mr. Fixit    | 26 ottobre 1997      |
| 5      | 18      | Tentato sequestro          | Fashion Warriors          | 2 novembre 1997      |
| 6      | 19      | Il ritorno del Dottor Doom | Hollywood Rocks           | 9 novembre 1997      |
| 7      | 20      | Il villaggio perduto       | The Lost Village          | 16 novembre 1997     |
| 8      | 21      | Missione incredibile       | Mission Incredible        | 23 novembre 1997     |

## Un Hulk di colore diverso
- Titolo originale: Hulk of a Different Color
- Prima TV Stati Uniti: 21 settembre 1997

Il generale Ross insegue il nuovo Hulk Grigio nel deserto ma, dopo essere stato colpito da alcuni massi, cade in uno stato di coma. L'Hulk Grigio torna poi ad avere le sembianze di Bruce, venendo però arrestato con l'accusa di aver tentato di uccidere Ross. Jennifer, alias She-Hulk viene in aiuto di suo cugino in veste di avvocato, ma il Capo, tornato ad avere una forma umana, rapisce Rick (che ora ha anche lui un mostro in corpo) e convince l'Hulk Grigio a far parte di un esperimento che lo aiuterà a liberarsi di Bruce. Si tratta tuttavia di un inganno, dato che il Capo vuole invece usare sia l'Hulk Grigio che Rick per avere sia l'intelligenza di un tempo che la forza di Hulk. She-Hulk arriva e ferma l'esperimento dopo che Rick e il Capo hanno assunto il loro vecchio aspetto. A quel punto l'Hulk Grigio si trasforma nel vecchio Hulk verde. Successivamente Betty Ross riesce a trovare delle prove che confermano l'innocenza di Bruce.

## Il vicolo della memoria
- Titolo originale: Down Memory Lane
- Prima TV Stati Uniti: 28 settembre 1997

She-Hulk si sente meno forte del solito, e così Bruce tenta di costruire un dispositivo per capire a cosa ciò sia dovuto. Intanto i due vanno a trovare i genitori di Jennifer, e quest'ultima dopo alcune ore torna, suo malgrado, ad avere il suo aspetto umano di un tempo. Gargoyle, invaghitosi di lei, le promette di farla tornare She-Hulk a patto che si impegni ad amarlo. Jennifer non accetta ma, nel momento del bisogno, si trasforma nuovamente in She-Hulk. Bruce scopre poi che la sua diminuzione di forza era dovuta al fatto che avesse bisogno di riposo.

## Il Dottor Strange
- Titolo originale: Mind Over Anti-Matter
- Prima TV Stati Uniti: 5 ottobre 1997

Un'entità aliena prende possesso del corpo di Bruce, trasformandolo in una creatura chiamata Hulk Malvagio. She-Hulk si fa così aiutare dal dottor Stephen Strange per entrare nella mente di Bruce riuscendo a salvarlo, anche grazie alla collaborazione di Hulk e dell'Hulk Grigio (che si trovavano anch'essi nella sua mente).

## Poteri ipnotici
- Titolo originale: They Call Me Mr. Fixit
- Prima TV Stati Uniti: 26 ottobre 1997

A Chicago la signora del crimine Divina fa compiere diversi crimini grazie ai suoi poteri ipnotici, coi quali ipnotizza delle persone per farsi aiutare da loro, facendo credere che la amino. Divina ha tuttavia un forte mal di testa per via dei suoi poteri, e così rapisce Bruce perché crei un dispositivo che la curi. Tuttavia Crusher Creel, l'aiutante di Divina segretamente innamorato di lei, è geloso di Bruce e tenta di ucciderlo. Il suddetto però si salva trasformandosi nell'Hulk Grigio, che, facendosi chiamare Mr. Fixit, fa squadra con She-Hulk tentando di fermare le attività illegali di Divina, ma Crusher Creel riesce a sconfiggere l'Hulk Grigio, che torna ad avere le sembianze di Bruce. Divina tenta nuovamente di ipnotizzarlo, ma il suo amore per Betty fa sì che l'ipnosi non abbia effetto, senza che Divina se ne accorga. Bruce crea così un macchinario che, anziché curarla, le toglie i suoi poteri, venendo poi arrestata dalla polizia.

## Tentato sequestro
- Titolo originale: Fashion Warriors
- Prima TV Stati Uniti: 2 novembre 1997

She-Hulk e Betty partecipano a una sfilata di moda a Miami, subendo l'attacco del Capo, che tiene tutti i presenti in ostaggio, chiedendo 100 milioni di dollari per il riscatto. Tuttavia Hulk, Betty e She-Hulk riusciranno a sconfiggere il Capo e a salvare la sfilata.
Nota: all'inizio dell'episodio fa una breve apparizione l'attore Lou Ferrigno, che ha interpretato Hulk nel telefilm L'incredibile Hulk e che ha doppiato il personaggio nella versione originale della serie animata.

## Il ritorno del Dottor Doom
- Titolo originale: Hollywood Rocks
- Prima TV Stati Uniti: 9 novembre 1997

Bruce ha terminato di costruire un dispositivo per fermare alcuni asteroidi che stanno per cadere sulla Terra, ma il Dottor Destino lo ruba e, modificandolo, è in grado non solo di fermarli, ma anche di deciderne la traiettoria, così da utilizzarli per ricattare il mondo. Dopo aver rapito Hulk e She-Hulk (che nel frattempo è riuscita a ottenere il ruolo di protagonista nel telefilm Alexia - Principessa guerriera) e spedisce il primo dello spazio. Il suddetto riesce tuttavia a tornare sulla Terra entrando in un asteroide, ed è così in grado di sconfiggere Destino.
Note: nel titolo italiano dell'episodio il Dottor Destino viene chiamato Dottor Doom (che deriva dal suo nome originale, Doctor Doom), ma nonostante ciò nell'episodio in sé viene chiamato col suo nome italiano. La serie Alexia - Principessa guerriera (in inglese Greena - Warrior Princess) è una parodia di Xena - Principessa guerriera.

## Il villaggio perduto
- Titolo originale: The Lost Village
- Prima TV Stati Uniti: 16 novembre 1997

Bruce e Betty ricevono da un uomo morente un medaglione che indicherebbe la strada per il villaggio di Anavrin, in Tibet, chiedendo loro di darlo a suo fratello Teng-Zing. I due, aiutati da She-Hulk, vanno quindi dal suddetto e viaggiano poi con lui raggiungendo il villaggio. Qui Bruce, Betty e She-Hulk si rilassano e stanno in pace, venendo però presto attaccati da Scimitar, il malvagio fratello di Teng-Zing, ossessionato dalla distruzione, ma Bruce riesce a sconfiggerlo trasformandosi in Hulk. Successivamente Bruce, Betty e She-Hulk tornano a casa.

## Missione incredibile
- Titolo originale: Mission Incredible
- Prima TV Stati Uniti: 23 novembre 1997

L'agente segreta Diana, dopo essere entrata in contatto con delle bestie marine, si trasforma in una creatura costretta a vivere nei corpi altrui. Si impossessa così del corpo di Betty, riuscendo a infiltrarsi in una base sottomarina dove lavora l'agente Gabriel, ed è intenzionata a farla esplodere. Tuttavia Hulk e She-Hulk riescono a sconfiggerla, risolvendo il problema. Dopo l'accaduto il generale Ross risulta essere molto più gentile nei confronti di Bruce, ed è felice della sua relazione con Betty.